# Gabriel María Sistiaga Ochoa de Chinchetru
Gabriel María Sistiaga Ochoa de Chinchetru (España, siglo XX) es un diplomático español. Es el embajador de España en Bangladés (desde noviembre de 2023).

## Biografía
Tras licenciarse en Derecho, realizó un posgrado en Derecho Comunitario en el Instituto de Altos Estudios Europeos de Estrasburgo. Trabajó en la Dirección General de Pesca de la Comisión Europea en Bruselas, y posteriormente ingresó en la carrera diplomática (2001).
Sus primeros destinos le llevaron a la Dirección General de Protocolo, Cancillería y Órdenes del Ministerio de Asuntos Exteriores (2001-2003) y en la Casa de Su Majestad el Rey (2003-2015). Y en el exterior a la Segunda Jefatura en la Embajada de España en Argel (Argelia, 2015-2018); a la Embajada de España en Beirut (Líbano, 2018-2020); y a la Representación Permanente de España ante el Consejo de Europa (2020-2023).
Es embajador de España ante la República Popular de Bangladés (desde noviembre de 2023).

## Condecoraciones
- Caballero de la Orden de San Silvestre (Ciudad del Vaticano, 20 de julio de 2003).[5]